# Igor Son
Igor Son (en kazajo: Игорь Сон; 16 de noviembre de 1998) es un deportista kazajo que compite en halterofilia.
Participó en los Juegos Olímpicos de Tokio 2020, obteniendo una medalla de bronce en la categoría de 61 kg. Ganó una medalla de plata en el Campeonato Mundial de Halterofilia de 2019, en la categoría de 55 kg.

## Palmarés internacional
| Juegos Olímpicos   | Juegos Olímpicos    | Juegos Olímpicos  | Juegos Olímpicos |
| Año                | Lugar               | Medalla           | Categoría        |
| ------------------ | ------------------- | ----------------- | ---------------- |
| 2020               | Tokio (Japón)       | Medalla de bronce | 61 kg            |
| Campeonato Mundial |                     |                   |                  |
| Año                | Lugar               | Medalla           | Categoría        |
| 2019               | Pattaya (Tailandia) | Medalla de plata  | 55 kg            |